# Castell de Rocafort de Vallbona
El castell de Rocafort de Vallbona és un edifici del poble de Rocafort de Vallbona, al municipi de Sant Martí de Riucorb (Urgell), inclòs a l'Inventari del Patrimoni Arquitectònic de Catalunya. El que queda del castell es pot apreciar al cim d'un turó roquerar que va donar nom a una primitiva torre de defensa, més tard castell roquer.

## Història
El terme de Rocafort apareix esmentat per primera vegada en una escriptura del 1164, en què Berenguer Arnau d'Anglesola cedí a la seva filla Berenguera i el seu marit Guillem de Cervera el castell i la vila de Verdú. En les afrontacions del castell de Verdú se cita el terme de Rocafort. L'indret fou organitzat des del segle xi, ja que la parròquia de Rocafort es consigna en una relació de parròquies del bisbat de Vic de la segona meitat del segle xi. El 1173 Bernat Taravat (de Tarabau?) i la seva muller Saurina donen, en capítols matrimonials a la seva filla Sança i Guillem del Mor, el seu marit, la fortalesa naixent i la meitat del terme. El 1209, Dalmau de Timor ven tots els drets dominicals sobre el castell i la vila a l'abadessa de Santa Maria de Vallbona de les Monges per 2.200 sous barcelonesos. Durant el segle xiii, l'abadessa de Vallbona adquirí progressivament el domini total del terme.
Hi ha documentació del 1227 sobre el terme de Rocafort de Vallbona i el seu castell. El 5 de març del 1285 l'abadessa va comprar a Bernat de Rocafort el lloc i el castell de Rocafort amb tots els seus feus, béns i pertinences. En el fogatjament dels anys 1365-1370, es diu que el «lloc de Rochafort» era de l'abadessa de Vallbona. Tot i això, la pertinença de Rocafort a la baronia de Vallbona fou discutida en un plet el 1633, que la batllia general de Catalunya resolgué favor del monestir que tingué en tingué la propietat fins a l'abolició dels senyorius jurisdiccionals al segle xix.

## Arquitectura
El castell de Rocafort es troba construït sobre un perfil rocós. A la part baixa es fonamenta el castell, que té l'aparença d'una casa nobiliària pròpia del segle XV-XVI. L'aparell permet distingir les diferents etapes constructives, ja que són fàcilment diferenciables a simple vista. És una façana emmarcada lateralment per grans masses rocoses. A la part dreta de l'entrada hi ha una gran roca sobre la qual es troba una gran cambra. La porta de mig punt és d'arc de mig punt dovellat. A l'interior de la roca hi ha una cisterna excavada.
Cal considerar d'època romànica només les filades que veiem a la banda nord que fan pensar en un edifici de planta allargada, potser adaptada a la forma de la roca.